# Sala del Regno
(Dal sito dei Testimoni di Geova)
Sala del Regno è il nome tradizionale del luogo di culto usato dai testimoni di Geova. Le Sale del Regno possono contenere varie congregazioni, ovvero gruppi diversi che tengono le loro adunanze settimanali. Questo significa che nella stessa sala ed in orari diversi si terranno, per esempio, in alcuni giorni della settimana le adunanze del gruppo di lingua spagnola, in altri giorni le adunanze di uno di lingua italiana di una certa zona della città dove è ubicata la Sala del Regno, e in altri ancora le adunanze di un altro gruppo di lingua italiana di un'altra diversa zona della città. Le Sale del Regno dei Testimoni di Geova sono caratterizzate dalla dall'assenza di qualsiasi icona e immagine religiosa e risultano sobrie, disadorne ed estremamente semplici. Le funzioni religiose settimanali sono chiamate "adunanze" e non hanno alcuna ritualità liturgica; consistono infatti in discorsi su specifici temi biblici con applicazioni pratiche che riguardano il comportamento cristiano nella vita quotidiana. Parte di queste adunanze prevedono inoltre il coinvolgimento dell'intera assemblea che ha la possibilità di esprimere commenti su un tema specifico già precedentemente deciso. Esercitazioni pratiche su come presentare il messaggio biblico e la lettura della Bibbia stessa completano, insieme allo studio della loro rivista ufficiale La Torre di Guardia le sessioni di queste adunanze. Tali adunanze sono aperte e chiuse con un canto, la cui base musicale è preregistrata su supporti e diffusa dagli altoparlanti (non vi sono organi o altri strumenti musicali all'interno delle Sale del Regno) e cantato da tutti i componenti (non esiste il coro) della comunità (che nel linguaggio dei Testimoni di Geova si chiama “congregazione”) ed una preghiera di un solo componente che prega rappresentando l'intera congregazione. Alle adunanze non vengono fatte collette, ma in un luogo della Sala del Regno c'è una cassetta per le offerte (le cosiddette contribuzioni volontarie)
I locali delle Sale del Regno ospitanti le congregazioni vengono in genere affittati. Ci sono però in molte nazioni, fra cui l'Italia, locali di proprietà dei Testimoni di Geova. Tali locali di proprietà, (comprese le sale di assemblee) vengono acquistati con il denaro proveniente da donazioni e da contribuzioni volontarie dei singoli Testimoni appartenenti alle congregazioni che useranno la Sala. I locali costruiti utilizzano principalmente il lavoro volontario e non retribuito nonché le conoscenze tecniche di Testimoni esperti in edilizia come muratori, carpentieri, geometri, ingegneri ed architetti provenienti anche dalle più disparate zone e città della nazione in cui le Sale sono costruite. Sono sempre più frequenti gli acquisti di locali o terreni per l'edificazione di stabili idonei al culto. Con l'apporto di corpose squadre di volontari, comprendenti anche personale non specializzato, tali edifici possono essere costruiti in tempi rapidissimi.

## Origine del nome
Il nome Sala del Regno fu suggerito nel 1935 da J. F. Rutherford, che allora era presidente dell'associazione dei testimoni di Geova (Watch Tower Society). Era stato disposto che venisse costruita una sala in cui tenere le adunanze, a Honolulu, nelle Hawaii. Secondo la testimonianza di James Harrub, Rutherford in risposta al come avrebbe chiamato l'edificio, questi rispose: “Che ne dici, non dovremmo chiamarlo ‘Sala del Regno’, dal momento che è questo ciò che facciamo, predicare la buona notizia del Regno?”. Da quella data in poi le sale usate regolarmente dai Testimoni cominciarono un po' alla volta a essere contraddistinte dall'insegna “Sala del Regno”.